# Roeselare Expo
Roeselare Expo is een evenementenhal in Roeselare.
De hal heeft een oppervlakte van 10 000 m², en is onder te verdelen in 5 beuken van 2000 m². Twee van de 5 beuken zijn voorzien van sportinfrastructuur. Bij de expohal is ook nog een vergaderzaal van 800 m² en een cafetaria.
Jaarlijks worden in de Expo de jaarbeurs, de bouwbeurs en het land-en tuinbouwsalon gehouden. 
Naast de hallen is er nog een sport en evenementenhal met een maximumcapaciteit van 3000 personen.